# Coupe d'Afrique des nations de beach soccer 2024
Navigation
Vilankulo 2022 2026
La Coupe d'Afrique des nations de beach soccer 2024 est la 12e édition de la Coupe d'Afrique des nations de beach soccer. Elle se déroule du 19 au 26 octobre 2024 à Hurghada, en Égypte.
La compétition est remportée par le Sénégal qui bat la Mauritanie en finale, sous le score de 6 à 1. Les deux finalistes sont qualifiés pour la Coupe du monde de beach soccer 2025 aux Seychelles.

## Désignation du pays hôte
Le 3 juillet 2022, la Confédération africaine de football (CAF) annonce que l’Égypte a été choisi comme pays organisateur de la Coupe d'Afrique des nations de beach soccer 2024 ; c'est la deuxième fois que ce pays organise une phase finale de compétition de la CAF.

## Qualification
Quatorze équipes participent aux qualifications qui sont prévus en un seul tour aller-retour les 19-21 juillet et 26-28 août 2024. Les matchs sont annoncés par la Confédération africaine de football après un tirage au sort effectué le 14 juin 2024.
Les sept vainqueurs de ces confrontations rejoignent en phase finale à Hurghada l’Égypte, pays organisateur.
L’Angola et l'Ouganda déclarent forfait avant le match aller.
| Équipe 1   | Résultat  | Équipe 2      | Aller | Retour |
| ---------- | --------- | ------------- | ----- | ------ |
| Guinée     | 4 - 13    | Sénégal       | 3 - 9 | 1 - 4  |
| Angola     | Forfait   | Maroc         | -     | -      |
| Ghana      | 10 - 5    | Côte d'Ivoire | 5 - 3 | 5-2    |
| Mauritanie | E 10 - 10 | Nigeria       | 4 - 5 | 6 - 5  |
| Tanzanie   | Forfait   | Ouganda       | -     | -      |
| Seychelles | 4 - 9     | Mozambique    | 3 - 7 | 1 - 2  |
| Burundi    | 14 - 15   | Malawi        | 6 - 7 | 8 - 8  |

### Équipes qualifiées
| Équipe     | Participation | Meilleur résultat                                    |
| ---------- | ------------- | ---------------------------------------------------- |
| Égypte     | 12e           | Finaliste (2022)                                     |
| Ghana      | 4e            | 7e place (2015 ,2016)                                |
| Tanzanie   | 3e            | 6e place (2021)                                      |
| Maroc      | 10e           | Troisième (2013, 2021, 2022)                         |
| Malawi     | 2e            | 6e place (2016)                                      |
| Sénégal    | 11e           | Vainqueur (2008, 2011, 2013, 2016, 2018, 2021 ,2022) |
| Mauritanie | 1re           | Début                                                |
| Mozambique | 6e            | Finaliste (2021)                                     |

## Ville et site
| [[Fichier:Egypt_location_map.svg\|300px\|{{#if:\|{{{alt}}}\|Ville hôte de la compétition est dans la page Égypte.]]Hurghada Ville hôte de la compétition (Égypte) |

La ville d’Hurghada accueille la compétition. L'Albatross Stadium est érigé pour l'occasion.

## Compétition

### Phase de groupes

#### Groupe A
| Rang | Équipe   | Pts | J | G | N | P | Bp | Bc | Diff |
| ---- | -------- | --- | - | - | - | - | -- | -- | ---- |
| 1    | Égypte   | 9   | 3 | 3 | 0 | 0 | 18 | 8  | +10  |
| 2    | Maroc    | 6   | 3 | 2 | 0 | 1 | 11 | 8  | +3   |
| 3    | Ghana    | 3   | 3 | 1 | 0 | 2 | 15 | 14 | +1   |
| 4    | Tanzanie | 0   | 3 | 0 | 0 | 3 | 9  | 23 | -14  |

- Sélection qualifiée pour les demi-finales
- Sélection qualifiée pour le match pour la 5e place
- Sélection qualifiée pour le match pour la 7e place

| 19 octobre 2024 | Maroc | 4 – 3 | Tanzanie | Albatross Stadium, Hurghada |                         |
| 15 h 0 UTC+2    |       |       |          | Arbitrage : Hamdi Bchir     | Arbitrage : Hamdi Bchir |

| 19 octobre 2024 | Égypte | 6 – 3 | Ghana | Albatross Stadium, Hurghada |                          |
| 16 h 30 UTC+2   |        |       |       | Arbitrage : Steven Siave    | Arbitrage : Steven Siave |

| 21 octobre 2024 | Maroc | 5 – 2 | Ghana | Albatross Stadium, Hurghada |                        |
| 12 h 0 UTC+2    |       |       |       | Arbitrage : Ivan Kintu      | Arbitrage : Ivan Kintu |

| 21 octobre 2024 | Égypte | 9 – 3 | Tanzanie | Albatross Stadium, Hurghada   |                               |
| 12 h 0 UTC+2    |        |       |          | Arbitrage : Tsaralaza Maolidy | Arbitrage : Tsaralaza Maolidy |

| 22 octobre 2024 | Tanzanie | 3 – 10 | Ghana | Albatross Stadium, Hurghada |                         |
| 12 h 0 UTC+2    |          |        |       | Arbitrage : Hany Farouk     | Arbitrage : Hany Farouk |

| 22 octobre 2024 | Maroc | 2 – 3 | Égypte | Albatross Stadium, Hurghada     |                                 |
| 15 h 0 UTC+2    |       |       |        | Arbitrage : Ramadhani Ndayisaba | Arbitrage : Ramadhani Ndayisaba |

#### Groupe B
| Rang | Équipe     | Pts | J | G | N | P | Bp | Bc | Diff |
| ---- | ---------- | --- | - | - | - | - | -- | -- | ---- |
| 1    | Mauritanie | 6   | 3 | 2 | 0 | 1 | 19 | 11 | +8   |
| 2    | Sénégal    | 6   | 3 | 2 | 0 | 1 | 14 | 9  | +5   |
| 3    | Mozambique | 4   | 3 | 1 | 1 | 1 | 10 | 12 | -2   |
| 4    | Malawi     | 0   | 3 | 0 | 0 | 3 | 10 | 21 | -11  |

- Sélection qualifiée pour les demi-finales
- Sélection qualifiée pour le match pour la 5e place
- Sélection qualifiée pour le match pour la 7e place

| 20 octobre 2024 | Sénégal | 2 – 5 | Mauritanie | Albatross Stadium, Hurghada |                         |
| 15 h 0 UTC+2    |         |       |            | Arbitrage : Ahmed Nofal     | Arbitrage : Ahmed Nofal |

| 20 octobre 2024 | Mozambique | 4 – 3 | Malawi | Albatross Stadium, Hurghada  |                              |
| 16 h 30 UTC+2   |            |       |        | Arbitrage : Driss Lamghaidar | Arbitrage : Driss Lamghaidar |

| 21 octobre 2024 | Sénégal | 6 – 1 | Malawi | Albatross Stadium, Hurghada |                          |
| 13 h 30 UTC+2   |         |       |        | Arbitrage : Omar Tiguili    | Arbitrage : Omar Tiguili |

| 21 octobre 2024 | Mozambique        | 3 – 3 | Mauritanie | Albatross Stadium, Hurghada         |                                     |
| 16 h 30 UTC+2   |                   |       |            | Arbitrage : Jackson Steven Msilombo | Arbitrage : Jackson Steven Msilombo |
| 16 h 30 UTC+2   | Tirs au but 4 - 1 |       |            | Arbitrage : Jackson Steven Msilombo | Arbitrage : Jackson Steven Msilombo |

| 22 octobre 2024 | Malawi | 6 – 11 | Mauritanie | Albatross Stadium, Hurghada |                         |
| 13 h 30 UTC+2   |        |        |            | Arbitrage : Hamdi Bchir     | Arbitrage : Hamdi Bchir |

| 22 octobre 2024 | Mozambique | 3 – 6 | Sénégal | Albatross Stadium, Hurghada |                          |
| 16 h 30 UTC+2   |            |       |         | Arbitrage : Steven Siave    | Arbitrage : Steven Siave |

### Match pour la septième place
| 24 octobre 2024 | Tanzanie | 5 – 6 | Malawi | Albatross Stadium, Hurghada |                         |
| 12 h 0 UTC+2    |          |       |        | Arbitrage : Ahmed Nofal     | Arbitrage : Ahmed Nofal |

### Match pour la cinquième place
| 24 octobre 2024 | Ghana | 5 – 3 | Mozambique | Albatross Stadium, Hurghada |                      |
| 13 h 30 UTC+2   |       |       |            | Arbitrage : Aly Deme        | Arbitrage : Aly Deme |

### Demi-finales
| 24 octobre 2024 | Égypte | 1 – 2 | Sénégal | Albatross Stadium, Hurghada |                          |
| 15 h 0 UTC+2    |        |       |         | Arbitrage : Steven Siave    | Arbitrage : Steven Siave |

| 24 octobre 2024 | Mauritanie | 7 – 4 | Maroc | Albatross Stadium, Hurghada   |                               |
| 16 h 30 UTC+2   |            |       |       | Arbitrage : Tsaralaza Maolidy | Arbitrage : Tsaralaza Maolidy |

### Match pour la troisième place
| 28 octobre 2024 | Égypte | 3 – 4 | Maroc | Albatross Stadium, Hurghada |
| 14 h 0 UTC+2    |        |       |       |                             |

### Finale
| 28 octobre 2024 | Sénégal | 6 - 1 | Mauritanie | Albatross Stadium, Hurghada |
| 15 h 30 UTC+2   |         |       |            |                             |

## Récompenses individuelles
Le Sénégalais Jean Ninou Diatta remporte le trophée du meilleur joueur, le Ghanéen Alexander Adjei celui du meilleur buteur (10 buts) tandis que le gardien égyptien Mohamed Elsayed est désigné meilleur gardien pour la septième fois.